# 孫泰珍
孫 泰珍（ソン・テジン、朝鮮語: 손태진、1988年5月5日 - ）は、大韓民国のテコンドー選手。
2008年の北京オリンピックに出場し金メダルを獲得した。